# كاليمبا (آلة موسيقية)

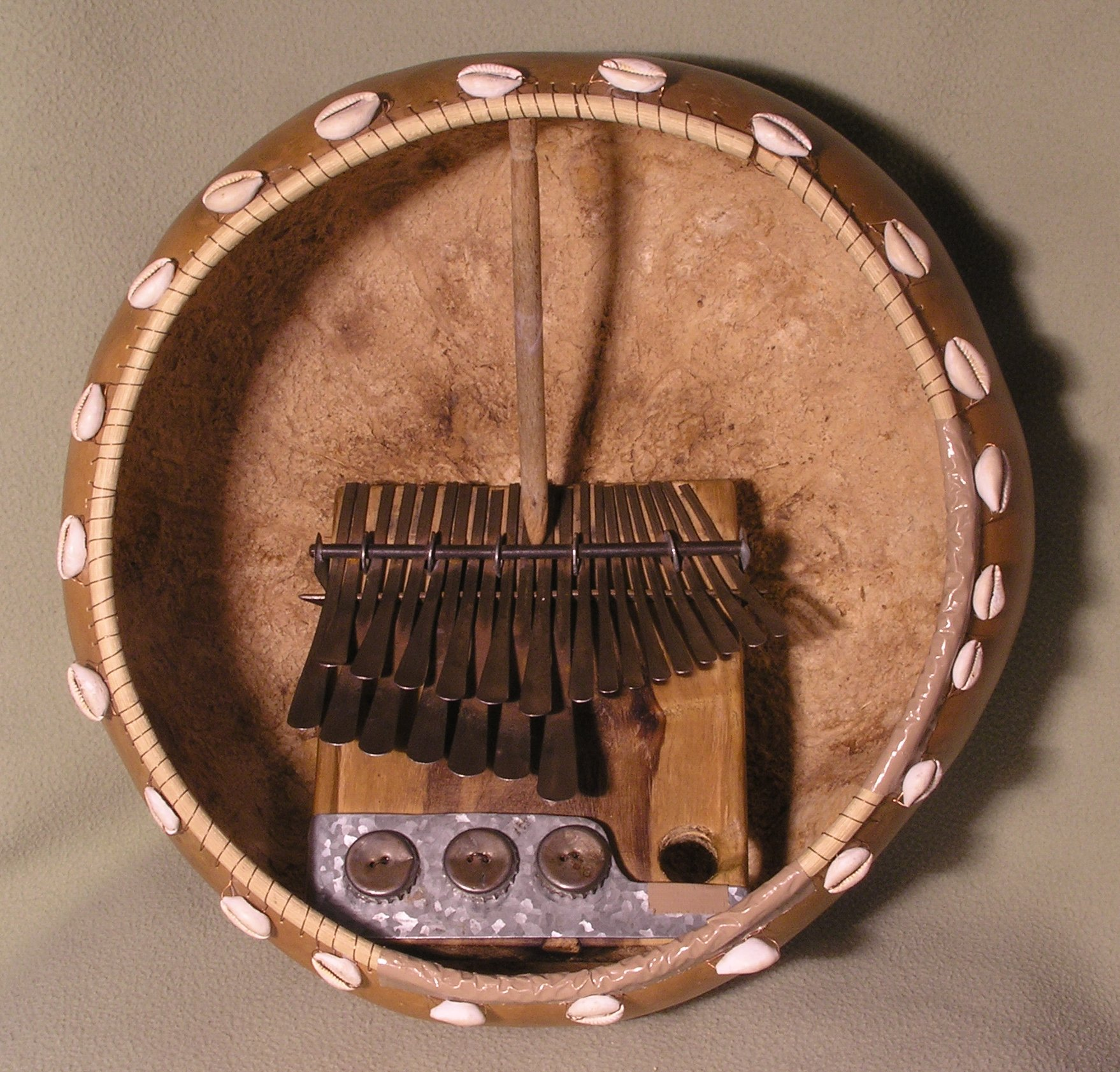
آلة الأمبيرا أو الكاليمبا الأفريقية.

آلة الكاليمبا أو الأمبيرا هي آلة موسيقية أفريقية تتكون من لوح خشبي مرتبط بـأشواك معدنية متفرقة، يتم العزف عليه عن طريق الإمساك بالآلة باليد والنقر على الأشواك المعدنية بإصبع الإبهام. المبيرا غالباً ما تصنف على أنها جزء من فصيلة آلات اللاميلافون، وجزء من فصيلة آلات الآديوفون الموسيقية.
الآلات المصنفة ضمن هذه الفصيلة الواسعة من الآلات الموسيقية معروفة على نطاق واسع، كالـ لايكمبي، مبيلا، أمبيرا هورو، أمبيرا نجاري، أمبيرا نيونجا، الكاليمبا، الكاريمبا، الماريمبا والعديد غيرها، وجميعها آلات أفريقية متشابهة في كيفية العمل والنقر على أشواك معدنية.
كلاً من جوسف هـ. هوارد، مالك أكبر مجموعة من الطبول والآلات الموسيقية الشعبية في الأمريكيتين، والطبال النيجيريباباتوندي أولاتونجي يتفقان على أن الأمبيرا هي آلة موسيقية أفريقية تماماً، والتي تم إيجادها فقط في الأماكن العامرة بالأفريقيين. في شرق وجنوب أفريقيا، هناك أنواع متعددة من آلة الأمبيرا، عادةً ما تكون مصحوبة بآلة الهوشو. والتي تم التقرير عنها أنها تستخدم في منطقة الأوكبوجي، نسوكا في الجزء الجنوب الشرقي من نيجيريا في أوائل الـ1900م. آلة الكاليمبا أو الأمبيرا تعزف بشكل منتشر في المناسبات والاحتفالات الدينية، الزواج، وغيرها من التجمعات الاجتماعية.
انتشرت الأمبيرا عالمياً بعد عزف توماس مابفومو لها على منصات في مختلف دول العالم، والتي تعتبر موسيقاه على أنها مبنية ومتضمنة على آلة الأمبيرا بشكل أساسي؛ كذلك عمل دوميساني مارير، الذي جلب المارمبا والكاريمبا إلى الساحل الشمال غربي الأمريكي؛ إلفات موجورو، والذي كان أحد رائدي معلمي آلة الأمبيرا في أمريكا؛ إضافة إلى كتابات وتسجيلات الزمبابويين الموسيقيين ومؤسسها باول برلاينر.

## التاريخ

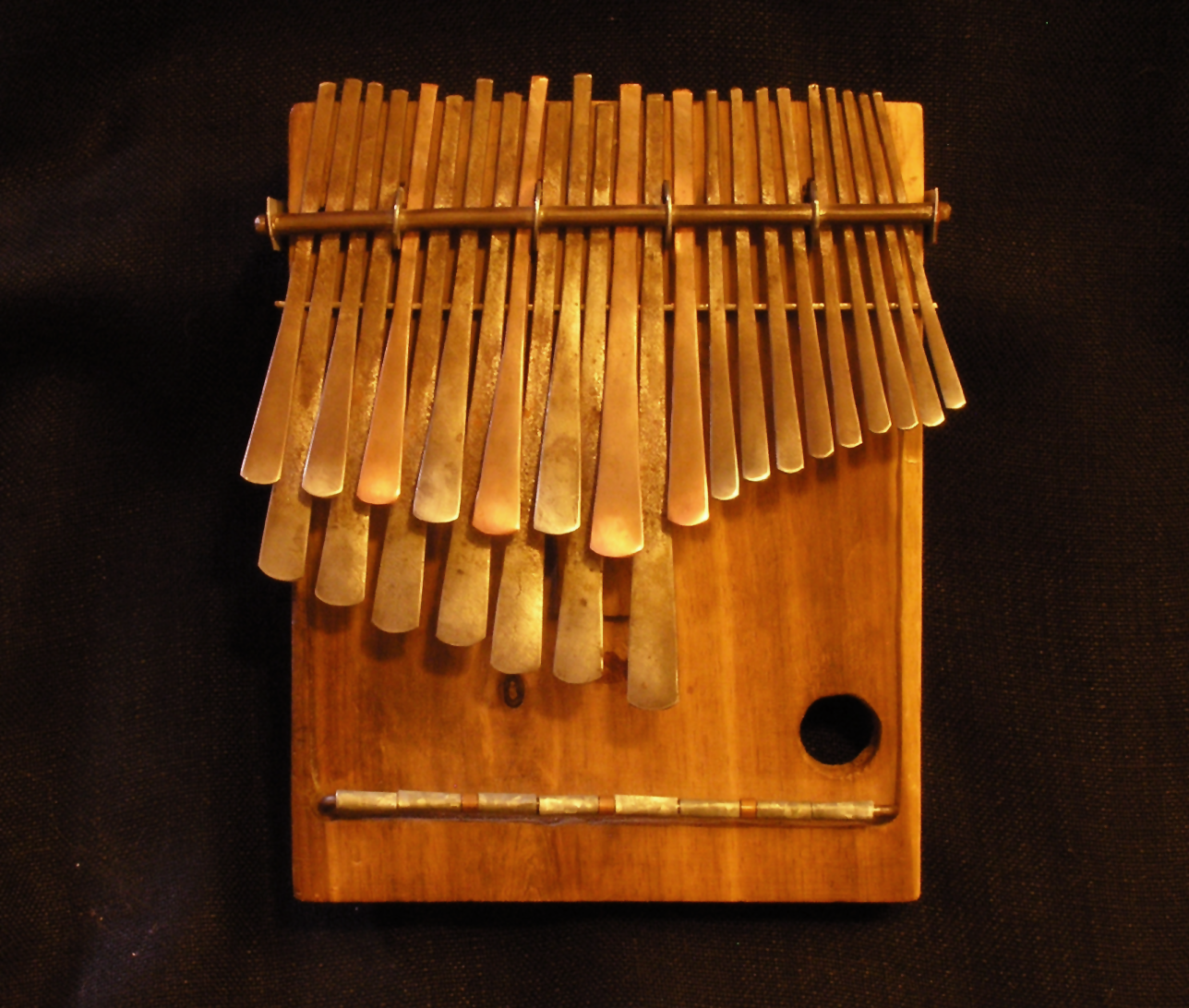
آلة أمبيرا زيمبابوية الصنع.

مختلف أنواع الآدوفون النقرية واللاميلافون تم صنعها في أفريقيا لآلاف السنوات. الأشواك النقرية تم صنعها في الأصل من البامبو، ولكن مع السنوات تطورت فتم استبدالها بالمفاتيح المعدنية، يُرجح أن الأمبيرا قد تم صنعها مرتين في أفريقيا: مرةَ من البامبو ظهرت في الساحل الغربي في أفريقيا قبل حوالي 3000 سنة. ومرة من المعدن ظهرت في وادي نهر زيمبابوي قبل 1,300 سنة. هذه الآلات المربوطة بقطع معدنية سافرت عبر القارات واختلفت في شكلها الفيزيائي والاستعمالات الاجتماعية مع انتشارها. الآلات المشابهة للكاليمبا ظهرت من المنطقة الشمالية من أفريقيا إلى المنطقة الجنوبية إلى امتداد صحراء الكالاهاري، ومن الساحل الشرقي إلى الساحل الغربي، خلال عديد أو أغلب مجموعات الناس في أفريقيا الذين لم يملكوا آلة الأمبيرا. وكان هناك الآلاف من النغمات المختلفة، وطرق كتابة النوتة المختلفة.
في وسط الـ1950م الأمبيرا كانت الأساس إلى تطور الكاليمبا، نسخة شرقية تم تصميمها وتسويقها عن طريق عالم دراسة الموسيقى من الثقافات المختلفة هيو تراسي، والذي أدى إلى توسع كبير في نشر الآلة خارج أفريقيا.

## الصوتيات
اللاميلافونز هي آلات تحتوي على قضبان موسيقية أقل، يعزف عليها بالنقر. باختلافها عن الآلات الوترية أو الآلات التي تعمل عن طريق أعمدة الهواء، كالناي.
طريقة ترتيب النوتة في أغلب آلات الأمبيرا تكون بطول تصاعدي إلى المنتصف ثم تقصر بشكل تنازلي في الجزء المعاكس، والذي يعطيها الشكل الهرمي أو المثلثي. وبالتالي فإن نبرة النغمة يتم إنشاؤها عن طريق قضيبين معدنيين مختلفين.

## روابط خارجية
- Mbira.org, «منظمة غير ربحية مكرسة لموسيقى الأمبيرا», based in Berkeley, California
- MbiraMagic.Com, "Unlock the magic and share your mbira journey", based in Reading, England